# 제2차 에드사 혁명
제2차 에드사 혁명은 조지프 에스트라다의 퇴진을 촉구한 혁명이다. 에드사 성당을 중심으로 시위가 일어났다. 혁명이 성공해 글로리아 마카파갈아로요가 대통령을 승계했다.

## 같이 보기
- 에드사 혁명